# Jorge João Dodsworth

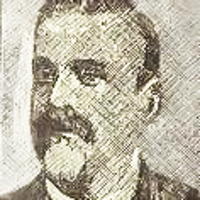
Jorge João Dodsworth

Jorge João Dodsworth, 2.° barão de Javari (Rio de Janeiro, 18 de fevereiro de 1841 – Petrópolis, 30 de abril de 1899) foi proprietário de terras e político anglo-brasileiro.
Era filho do inglês George John Dodsworth e de sua esposa, Maria Leocádia do Nascimento Lobo. Tinha uma irmã, Maria Luísa, que se casaria com o barão de Tefé, filho do conde von Hoonholtz, tornando-se mãe da famosa caricaturista e primeira-dama do Brasil, Nair de Tefé von Hoonholtz.
Jorge casou-se, em São Paulo, com Carlota Martins de Toledo, com quem teve duas filhas, Georgina e Maria Leocádia, e um filho, Henrique. Carlota era filha do conselheiro Joaquim Floriano de Toledo, coronel da Guarda Nacional, que foi presidente da província de São Paulo por seis vezes, e de Luísa Engrácia da Silva Freire, sendo sua mãe filha de uma família de barões do sudeste brasileiro, os Silva Freire. Também, Carlota era irmã de Francisca de Paula Martins de Toledo, que vinha a ser esposa do visconde de Ouro Preto, último presidente do Conselho de Ministros do Império do Brasil, e mãe do conde de Afonso Celso, um dos fundadores da Academia Brasileira de Letras e ex-presidente do Instituto Histórico e Geográfico Brasileiro.
Jorge João Dodsworth também foi proprietário de terras e conselheiro do imperador D. Pedro II. Tendo sido diretor da Secretaria da Câmara dos Deputados do Estado do Rio de Janeiro (atual secretaria da Assembleia Legislativa do Estado do Rio de Janeiro), foi agraciado com o título de barão alguns meses antes da proclamação da República. A estação ferroviária "Barão de Javari", em Miguel Pereira, foi nomeada em sua honra, mas hoje está abandonada. O bairro Barão de Javary, em Miguel Pereira, foi, também, nomeado em sua honra.